# Risikotragender Deckungsgrad
Der risikotragende Deckungsgrad misst bei Pensionskassen in der Schweiz die Belastung der Risikoträger einer Vorsorgeeinrichtung. Er wurde von der Schweizer Beratungsgesellschaft PPCmetrics im Jahr 2011 entwickelt und wird seitdem weitläufig von Pensionskassen zur Beurteilung ihrer finanziellen Lage eingesetzt. Der risikotragende Deckungsgrad adressiert die Problematik, dass der von Schweizer Pensionskassen im Jahresbericht ausgewiesene technische Deckungsgrad nur eine beschränkte Aussagekraft bezüglich der finanziellen Situation und der Belastung der Risikoträger aufweist. Zum einen verunmöglicht der technische Deckungsgrad durch den unterschiedlich hohen Rentneranteil und die uneinheitliche Bewertung der Rentnerverpflichtungen einen direkten Vergleich zwischen Kassen. Zum anderen gibt er die Auswirkungen von Zinsanstiegen nicht adäquat wieder, da nur der negative Effekt eines Zinsanstieges auf der Vermögensseite berücksichtigt wird.

## Grundkonzept
Der risikotragende Deckungsgrad verfolgt das Ziel unterschiedliche Strukturen bei Pensionskassen zu neutralisieren und die gesetzlich geschützten Zahlungsversprechen an die Rentner einheitlich zu bewerten. Aufgrund der gesetzlichen Garantie der laufenden Renten tragen die Rentner prinzipiell keine Anlagerisiken. Bei den Risikoträgern handelt es sich stattdessen vielmehr um die aktiven Versicherten und die Arbeitgeber. Zusätzlich zum technischen Deckungsgrad berücksichtigt der risikotragende Deckungsgrad die folgenden strukturellen und
bilanziellen Elemente:
- Anteil des Vorsorgekapitals der Rentner als garantierte Leistungen
- Höhe des in der Bilanzierung verwendeten technischen Zinssatzes
- Verwendete biometrische Grundlage in der Bilanzierung (Perioden- vs. Generationentafeln)

## Berechnung

Berechnung Risikotragender Deckungsgrad

Die Berechnung des risikotragenden Deckungsgrads erfolgt in zwei Schritten. In einem ersten Schritt wird das Vermögen der aktiv Versicherten ermittelt. Dazu werden die fixen Rentenverpflichtungen einheitlich anhand der aktuellen Marktzinssätze bewertet und vom vorhandenen Vorsorgevermögen abgezogen (vgl. Abbildung). Hieraus resultiert das für die Deckung der Ansprüche der aktiven Versicherten verfügbare Vorsorgevermögen. In einem zweiten Schritt wird die Deckung der Freizügigkeitsleitung berechnet. Dazu wird das den aktiv Versicherten verbleibende Vorsorgevermögen ins Verhältnis zur Freizügigkeitsleistung gesetzt.

## Interpretation und Grenzen
Der risikotragende Deckungsgrad zeigt die Deckung der nicht garantierten (d. h. „risikotragenden“) Leistungen und dient damit als Indikator der Belastung der Risikoträger. Grundsätzlich kann gelten: Je höher der Anteil der garantierten Renten an den Gesamtleistungen, desto stärker konzentrieren sich die Risiken bei den aktiven Versicherten. Der risikotragende Deckungsgrad schafft somit Transparenz bzgl:
- Finanzierungssituation
- Risikobelastung
- Vergleichbarkeit mit anderen Kassen

Der risikotragenden Deckungsgrad liefert jedoch keine Aussage zu nachfolgenden Sachverhalten:
- Verteilung der Risiken unter den Risikoträgern, beispielsweise zwischen verschiedenen Altersgruppen
- Verteilung der Risiken auf der Zeitachse
- Garantien gegenüber den aktiven Versicherten, z. B. garantierte Umwandlungssätze etc.

Für diese Fragestellungen sind jeweils separate Berechnungen erforderlich.